# Jingjiang
Jingjiang (靖江 ; pinyin : Jìngjiāng) est une ville de la province du Jiangsu en Chine. C'est une ville-district placée sous la juridiction de la ville-préfecture de Taizhou.

## Démographie
La population du district était de 923 025 habitants en 1999.

## Économie
Un parc industriel est en cours de construction entre Jingjiang et Jiangyin, ville située sur la rive nord du Yangtze en face de Jingjiang.